# Добжень-Великий (гміна)
Гміна Добжень-Велькі (пол. Gmina Dobrzeń Wielki) — сільська гміна у південно-західній Польщі. Належить до Опольського повіту Опольського воєводства.
Станом на 31 грудня 2011 у гміні проживало 14401 особа. 1 січня 2017 з гміни вилучено місцевості Боркі, Бжезє (більша частина), Чарновази, Кжановіце та Сьвєркле та включено до складу міста Ополе. Населення гміни зменшилося на 4879 мешканців, площа - на 27,4 km2.

## Площа
Згідно з даними за 2007 рік площа гміни становила 91.42 км², у тому числі:
- орні землі: 49.00%
- ліси: 37.00%

Таким чином, площа гміни становить 5.76% площі повіту.

## Населення
Станом на 31 грудня 2011:
| Опис     | Загалом | Загалом | Чоловіки | Чоловіки | Жінки | Жінки |
| -------- | ------- | ------- | -------- | -------- | ----- | ----- |
| одиниця  | осіб    | %       | осіб     | %        | осіб  | %     |
| все      | 14401   | 100     | 6878     | 47.76    | 7523  | 52.24 |
| міське   | 0       | 100     | 0        |          | 0     |       |
| сільське | 14401   | 100     | 6878     | 47.76    | 7523  | 52.24 |

## Сусідні гміни
Гміна Добжень-Велькі межує з такими гмінами: Домброва, Лубняни, Мурув, Покуй, Попелюв.